# 32 Eskadra Rozpoznawcza

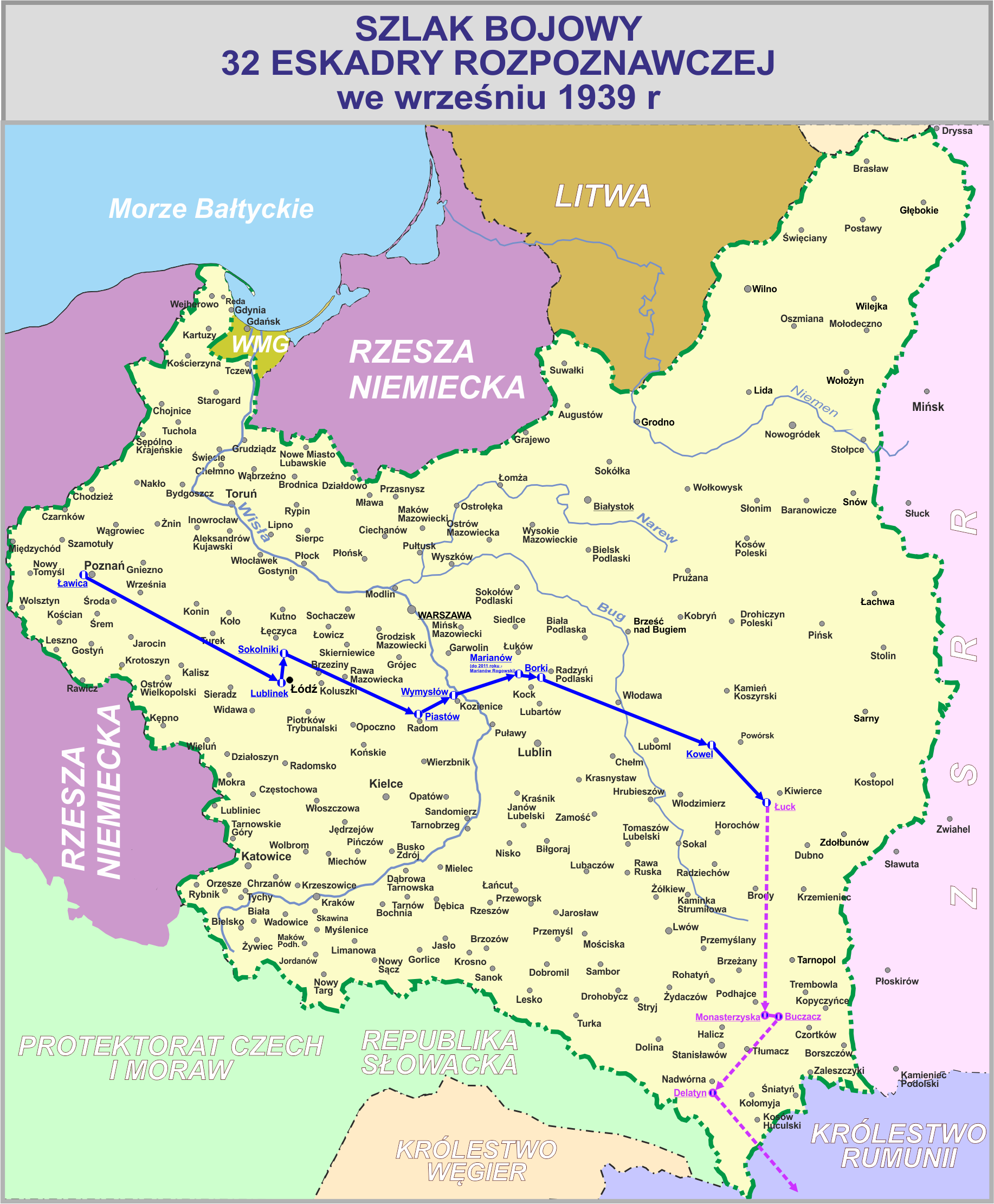

32 eskadra rozpoznawcza – pododdział lotnictwa Wojska Polskiego w II Rzeczypospolitej.
Eskadra została sformowana w 1925 jako 32 eskadra lotnicza. W 1928 przemianowana została na „liniową”, a w 1939 na „rozpoznawczą”.
W kampanii wrześniowej 1939 walczyła w składzie lotnictwa Armii „Łódź".
Godło eskadry: 
- biała czteroramienna gwiazda na tle zielonego kwadratu z białą obwódką na samolotach Potez

## Formowanie i szkolenie
W ramach reorganizacji lotnictwa wojskowego w 1925, na bazie 10 eskadry wywiadowczej powstała 32 eskadra lotnicza.
Uzbrojenie eskadry stanowiły samoloty Bristol F2B. Eskadra weszła w skład 1 dywizjonu lotniczego 3 pułku lotniczego w Poznaniu. Etat samolotów w eskadrach lotniczych wynosił nadal 6 maszyn. Pierwsze dwie sztuki samolotów Potez XV eskadra otrzymała jesienią 1925. W 1926 eskadra dysponowała już kompletem sprawnych samolotów, co umożliwiało podjęcie planowego szkolenia personelu latającego.
W 1926 załogi brały udziału w ćwiczeniach letnich wojsk lądowych, przechodząc szkołę ognia na poligonie Biedrusko.
W 1927, po odbyciu szkoły ognia, eskadra uczestniczyła w ćwiczeniach oddziałów dowództwa Okręgu Korpusu nr VII. 
W 1928 przezbrojono eskadrę w samoloty Potez XXVII, a na przełomie 1929/1930 zostały one wymienione na Potez XXV.
Rozkazem Ministra Spraw Wojskowych nr 10717/1928/ Og. Org., eskadry lotnicze zostały przemianowane na „liniowe”. Ponadto rozkaz wykonawczy Departamentu Aeronautyki MSWojsk. nr 700/tjn. Og. Org. z 6 września 1929 dotyczący organizacji pułków „mieszanych”, ustalił między innymi etat samolotów w eskadrach liniowych na 10 sztuk.
W sierpniu 1929 eskadra brała udział w ćwiczeniach międzydywizyjnych na terenie Wielkopolski, a w połowie grudnia klucz pod dowództwem kpt. A. Szymyślika odleciał do Ostrowi Mazowieckiej, gdzie wykonywano zadania podczas zimowych ćwiczeń 1Grupy Artylerii. 
W 1930 eskadra uczestniczyła w manewrach wielkich jednostek piechoty przeprowadzanych w rejonie Brześcia.
We wrześniu 1931 dowództwo pułku urządziło zawody międzyeskadrowe dla oceny przygotowania samolotów do startu alarmowego, sprawności obsługi przy wymianie elementów silnika, budowy polowego hangaru itp. I miejsce zajęły brygady obsługi 32 eskadry uzyskując 905 punktów.
Latem 1932 załogi eskadry uczestniczyły w ćwiczeniach 22 Dywizji Górskiej, operując z polowego lotniska koło Zawiercia. Ze względu na ustawiczne deszcze i rozmoknięte lądowiska, warunki pracy załóg były bardzo ciężkie.
W sierpniu 1933 dwa klucze eskadry współpracowały z Brygadą Kawalerii „Poznań”. Po krótkim wypoczynku na lotnisku Ławica eskadra odleciała na Pomorze, gdzie uczestniczyła w manewrach między innymi oddziałów 15 Dywizji Piechoty.
W 1934 eskadra wzięła udział w ćwiczeniach zimowych i letnich oddziałów piechoty i artylerii.
W lipcu 1937 eskadra otrzymała pierwsze 2 samoloty PZL-23A i PZL-23B „Karaś”. W związku z wymianą sprzętu eskadra nie wzięła w tym roku udziału w manewrach wojsk lądowych, a szkoliła się intensywnie w rejonie lotniska oraz na poligonie Biedrusko.
W 1938 nadal kompletowano załogi. Występowały braki przede wszystkim w obsadzie strzelców samolotowych. Do końca roku skompletowano 10 pełnych załóg.
W styczniu 1939 załogi odbyły szkołę ognia na obozie ćwiczebnym Biedrusko, a w marcu szkolenie specjalistyczne w składzie I dywizjonu liniowego. Na szkole ognia ćwiczono strzelanie i bombardowanie, a w składzie dywizjonu strzelania do celów ziemnych oraz obronę przed atakiem samolotów myśliwskich.
W czerwcu przydzielono do eskadry 3 podchorążych ostatniego rocznika Szkoły Podchorążych Lotnictwa oraz jednego podchorążego rezerwy. Lipiec i sierpień wykorzystano na uzupełnianie polowego wyposażenia eskadry. Mobilizowani kartami imiennymi rezerwiści byli przeszkalani przez instruktorów określonych specjalności.

## Działania 32 eskadry rozpoznawczej w 1939

### Mobilizacja eskadry
W dniach 24/25 sierpnia realizowano w eskadrze przedsięwzięcia mobilizacyjne. W czasie mobilizacji alarmowej 32 eskadra liniowa przemianowana została na 32 eskadrę rozpoznawczą. 
27 sierpnia odjechał do Łęczycy rzut kołowy. Po wyładowaniu przegrupowano się na lotnisko Sokolniki. Personel zakwaterował się  w budynkach właściciela majątku Sokolniki – Aleksandra Rostockiego. Również 27 sierpnia samoloty eskadry odleciały na lotnisko rozdzielcze Lublinek, a po południu na lotnisko polowe Sokolniki.
Lotnisko Sokolniki szczegółowo opisuje Stanisław Frątczek:

„...Lotnisko Sokolniki było polem po zżętej koniczynie o suchym i twardym podłożu, nieznacznie opadającym w kierunku południowym, z tym że pas dł. około 200 m przylegający do drogi był w poziomie wyrównany. Pole wzlotów przylegało wzdłuż drogi z folwarku Sokolniki do wsi Czerchów. Pas startowy przebiegał blisko drogi gęsto obsadzonej rozłożystymi jesionami. Starty i lądowania odbywały się na kierunkach wschodnim i zachodnim. Samoloty ustawiono prostopadle do linii startu. Część kadłuba z usterzeniem stała na drodze, a kabina i skrzydła pod osłoną konarów drzew. Dodatkowo maskowano samoloty gałęziami olchy rosnącej przy pobliskich stawach. Miejsce składowania bomb i amunicji znajdowało się między groblą stawu a rowem. Gęsto rosnące tu olchy dawały osłonę przed lotnictwem nieprzyjacielskim. Skrzynie z amunicją i stos bomb były przykryte brezentowymi płachtami. Paliwo lotnicze było przechowywane w beczkach i składowane na drodze w pobliżu samolotów. Zakwaterowaniem dowództwa eskadry i personelu (około 160 ludzi) był pałac i niektóre budynki gospodarcze. Namiot operacyjny stał przy pałacu. Żołnierze kompanii lotniskowej byli zakwaterowani w stodole i szopach dworskich. W jednej z nich mieściła się kuchnia połowa i magazyn żywnościowy. W pobliżu stawu zainstalowano radiostację eskadry. W alei parku obsadzonej wysokimi kasztanami stały samochody rzutu kołowego i motocykl z przyczepą. Dowóz personelu na lotnisko - samochodami terenowymi „łazik” lub wozem konnym. Samochód sanitarny - przy drodze, na wschodnim skraju pola startowego. Przyczepa foto-po drugiej stronie drogi vis a vis „sanitarki”. Obronę przeciwlotniczą czynną stanowiły 2 działka 40 mm przeciwlotnicze, usytuowane po obu bokach lotniska w kierunku północnym i południowym, częściowo ukryte w zaroślach. W pobliżu składowiska bomb było stanowisko przeciwlotnicze ckm. Środkami obrony przeciwlotniczej biernej były 4 krótkie okopy o linii łamanej, położone po drugiej stronie drogi, osłonięte konarami drzew. Ochronę lotniska stanowiły posterunki wartownicze kompanii lotniskowej zamykające ruch publiczny na drodze przy lotnisku, zarówno od strony Czerchowa, jak i folwarku Sokolniki. Oddzielne posterunki pilnowały składowiska bomb i amunicji. W czerwcu lub lipcu 1939 w drodze nakazu rozebrano komin krochmalni w folwarku Sokolniki, który mógł być punktem orientacyjnym dla samolotów zwiadowczych wroga...”

### Walki eskadry w kampanii wrześniowej
W kampanii wrześniowej eskadra walczyła w składzie lotnictwa Armii „Łódź".
Rano 1 września załoga por. obs. Nowaka z ppor. pil. Ebenrytterem i kpr. strz. Tyrakowskim rozpoznawała ruchy jednostek pancernych na południowym skrzydle Armii „Łódź”. W rejonie Olesno–Kluczbork–Krzepice wykryto duże zgrupowanie oddziałów pancerno-motorowych. W trakcie rozpoznania myśliwce Luftwaffe zaatakowały polski samolot raniąc w nogę strzelca Tyrakowskiego. Godzinę później w rejon Kluczbork-Olesno polecieli ppor. obs. Kuliński, plut. pil. Trybulec i kpr. strz. Nitzke. Załoga została spędzona przez niemieckie myśliwce. Po południu zadania rozpoznawcze wykonały załogi por. obs. Maliszewskiego i pchor. obs. Kandziory.
2 września prowadzono rozpoznanie na korzyść sztabu armii i ustalała zasadnicze kierunki uderzeń nieprzyjaciela. Załoga ppor. obs. Kulińskiego potwierdziła ruchy dużej jednostki pancernej w rejonie Krzepice–Kłobuck. Startując o 9.40 załoga pchor. obs. Kandziory wykryła w rejonie Olesna kolumnę samochodów i duże zgrupowanie czołgów na szosie Kuźnica–Czarny Las. W locie powrotnym pchor. Maślankiewicz zestrzelił nad Kaczanowicami samolot Henschel 126. Wynik rozpoznania przekazano meldunkiem ciężarkowym dowódcy 30 Dywizji Piechoty. Po południu załoga pchor. Szabuniewicza obserwowała ruchy na drogach Częstochowa–Radomsko i Kłobuck–Brzeźnica. Wieczorem wystartowała załoga por. obs. Godlewskiego z sierż. pil. Gintrowskim i kpr. strz. Dubiszem prowadząc rozpoznanie w obszarze Radomsko–Gidle–Kłobuck–Częstochowa–Brzeźnica.
3 września załoga: ppor. obs. Dembek, kpr. pil. Kościelny i kpr. strz. Dubisz wystartowała na rozpoznanie odwodów maszerujących w ogólnym kierunku na Sieradz. Nad Walichnowami Polacy zaatakowali z lotu koszącego kolumnę zmotoryzowaną. Przy trzecim nalocie „Karaś” trafiony pociskami obrony przeciwlotniczej zapalił się i spadł. Załoga poległa.
Około 9.00 w rejon Radzyń–Praszka polecieli ppor. obs. Bruski, kpr. pil. Rejak i kpr. strz. Hadyniak. Po południu załoga por. Nowaka miała ustalić kierunek marszu wykrytych wcześniej  kolumn. W tym czasie ppor. Kuliński rozpoznawał ruchy wojsk na szosie Częstochowa–Radomsko–Piotrków Trybunalski. Wieczorem por. obs. Maliszewski, sierż. pil. Gintrowski i kpr. strz. Nitzke obserwowali ruchy oddziałów niemieckich w rejonie Kamieńsk–Radomsko. O 21.00 wystartowali: por. obs. Gębik, ppor. pil. Ebenrytter i kpr. strz. Gębicki z zadaniem zrzuceniu ulotek nad Wrocławiem.
4 września eskadra rozpoznawała oddziały 16 Korpusu Pancernego. Załoga por. Gębika dublowała zadanie ppor. Dembka z dnia poprzedniego. Od ognia OPL ranni zostali strzelec kpr. Macudziński i obserwator. Pilot z trudem dociągnął maszynę do lotniska.
W międzyczasie z lotniska zapasowego Skotniki przeprowadzano 3 „Karasie” do Sokolnik. Tuż po starcie klucz „Karasi” został zaatakowany od przez 7 Me-109. Wynik ataku dla polskich załóg był tragiczny. Załoga ppor. obs. Bruskiego z kpr. pil. Rejakirm i kpr. strz. Hadyniakiem spadła w płomieniach w Parzęczewie. Obserwator i strzelec polegli, a ciężko ranny pilot zmarł w drodze do szpitala. Załoga por. obs. Maliszewskiego z kpr. pil. Westfalem i kpr. strz. Nitzke została zestrzelona, ale dzięki wysiłkowi pilota lądowała koło Piaskowic rozbijając samolot. Ciężko ranny obserwator zmarł w szpitalu, strzelec poległ jeszcze w powietrzu, a pilota przewieziono do szpitala. Załoga por. obs. Nowaka z kpr. pil. Szczepańskim i kpr. strz. Walczakiem, ze względu na uszkodzenie samolotu, ratowała się skokiem ze spadochronem w okolicach Puczniewa.
Jeszcze tego dnia pchor. Kandziora wraz z por. pil. Szymońskim i kpr. strz. Mrozińskim, śledzili w rejonie Wielunia kierunki marszu wielkich jednostek niemieckich. Ostrzelani przez niemiecką obronę przeciwlotniczą zawrócili do Sokolnik, mając przestrzelony zbiornik oleju i rannego w rękę pilota. Samolot, prowadzony przez obserwatora, lądował przymusowo pod Ozorkowem kraksując. Załoga wróciła na lotnisko.
5 września na rozpoznanie sytuacji i ruchów wojsk na północnym skrzydle Armii „Łódź” polecieli pchor. obs. Kandziora, kpr. pil. Kruszewski i kpr. strz. Tyrakowski. Nad Wylazłowem załoga została zestrzelona przez Messerschmitty. Wszyscy lotnicy polegli. Zadanie to kilka godzin później dublowała załoga pchor. Szabuniewicza. Po południu odbywały się kolejne loty rozpoznawcze. Przy lądowaniu ppor. Ebenrytter rozbił „Karasia”. Wieczorem, działając według wytycznych naczelnego dowódcy Lotnictwa, dowódca lotnictwa armii wyznaczył eskadrze nowe lądowisko znajdujące się poza strefą operacyjną armii. 
6 września eskadra wyszła z podporządkowania Armii Łódź. Załogi poruczników Gębika i Jankowiaka rozpoznawały kierunki marszu nieprzyjacielskich jednostek pancernych, a załoga kpt. Ryszkiewicza z plut. Trybulcem na RWD-8 badała stan mostów na Wiśle oraz wyszukiwała tereny pod przyszłe lotniska eskadry. W godzinach popołudniowych eskadra przejściowo przeniosła się na lądowisko Piastów, dysponując tylko 4 samolotami „Karaś” i 1 RWD-8. Rzut kołowy ewakuował się nocą po trasie Sokolniki–Ozorków–Zgierz–Stryków–Brzeziny–Rawa–Nowe Miasto–Radom–Piastów. Przed wymarszem spalono uszkodzonego i niezdatnego do lotu „Karasia”.
7 września rzut powietrzny eskadry przeleciał na lotnisko Karczmiska. Przy lądowaniu rozbił się „Karaś” por. Godlewskiego.
Eskadra przebywała w Karczmiskach dwa dni oczekując na dalsze rozkazy.
9 września wystartowała do Brześcia załoga por. obs. Wojciechowicza z sierż. pil. Gintrowskim i kpr. strz. Bylebyłem. Nad Dołhą samolot został zestrzelony przez Messerschmitty–załoga poległa. O 17.00 pozostałe dwa „Karasie” eskadry odleciały do Marianowa, a stąd 11 września na lądowisko Borki. Tu dowódca eskadry otrzymał rozkaz rozwiązania eskadry. Personel latający miał odjechać rzutem kołowym do.Łucka w celu przeszkolenia na samolotach alianckich. Pozostałe dwa sprawne „Karasie” przekazano VI dywizjonowi bombowemu.
14 września personel latający odjechał z Łucka do Kut, a ppor. Dachowskie zdał sprzęt i wyposażenie eskadry w Bazie Szkoły Podoficerskiej Lotnictwa dla Małoletnich w Łucku. Po przekazaniu personel naziemny eskadry dowodzony przez ppor. Dachowskiego dotarł przez Monasterzyska–Buczacz–Delatyn–Tatarów do granicy węgierskiej, którą przekroczył 19 września 1939.
| Działania eskadry | Działania eskadry | Działania eskadry | Działania eskadry |
| ----------------- | --- | --- | --- |
|                   | Loty bojowe | Tonaż bomb | Zestrzelenia |
| 28                | | 1 | |
| Straty eskadry    | | | |
| Polegli           | por. Edward Maliszewski, por. Wojciechowicz, ppor. Bruski, ppor. Dembek, pchor. Kandziora, sierż. Gintrowski, kpr. Bylebył, kpr. Dubisz, kpr. Hadyniak, kpr. Kościelny, kpr. Kruszewski, kpr. Nitzke, kpr. Rejak, kpr. Tyrakowski | por. Edward Maliszewski, por. Wojciechowicz, ppor. Bruski, ppor. Dembek, pchor. Kandziora, sierż. Gintrowski, kpr. Bylebył, kpr. Dubisz, kpr. Hadyniak, kpr. Kościelny, kpr. Kruszewski, kpr. Nitzke, kpr. Rejak, kpr. Tyrakowski | por. Edward Maliszewski, por. Wojciechowicz, ppor. Bruski, ppor. Dembek, pchor. Kandziora, sierż. Gintrowski, kpr. Bylebył, kpr. Dubisz, kpr. Hadyniak, kpr. Kościelny, kpr. Kruszewski, kpr. Nitzke, kpr. Rejak, kpr. Tyrakowski |
| Ranni             | kpr. Macudziński, kpr. Tadeusz Westfal | kpr. Macudziński, kpr. Tadeusz Westfal | kpr. Macudziński, kpr. Tadeusz Westfal |
| Samoloty          | | | |
| Stan              | Uzupełnienie | Zniszczone | Ewakuacja |
| 10 PZL.23 Karaś   | 0 | 8 | 2 (przekazane) |

## Personel eskadry
| Stopień, imię i nazwisko         | Okres pełnienia służby | Kolejne stanowisko |
| -------------------------------- | ---------------------- | ------------------ |
| kpt. pil. Józef Mańczak          | 1925 – 1926            |                    |
| kpt. obs. Marian Tarnowski       | 1926 – V 1935          |                    |
| kpt. obs. Henryk Siess           | XI 1936 – XI 1937      |                    |
| kpt. pil. Piotr Łaguna           | XI 1937 – 1 I 1939     |                    |
| kpt. obs. Mieczysław Ryszkiewicz | 1 I 1939 – IX 1939     |                    |

| Stanowisko         | Stopień imię i nazwisko            | Przydział we wrześniu 1939 |
| ------------------ | ---------------------------------- | -------------------------- |
| dowódca            | kpt. Mieczysław Ryszkiewicz        | dowódca 32 eskadry         |
| zastępca dowódcy   | por. Bronisław Wojciechowicz       | oficer taktyczny           |
| oficer taktyczny   | ppor. Teodor Dachowski             |                            |
| oficer techniczny  | por. Tomasz Szymoński              | pilot eskadry              |
| starszy obserwator | por. Tadeusz Stanisław Wianecki    |                            |
| pilot.             | ppor. Nikodem Matylis              |                            |
| obserwator         | por. Kazimierz Nowak               |                            |
| obserwator         | por. piech. Wiktor Jankowiak       | obserwator 32 eskadry      |
| obserwator         | por. art. Bogdan Ławreńczuk        | obserwator 32 eskadry      |
| obserwator         | por. piech. Kazimierz Marjański    |                            |
| obserwator         | por. piech. Marian Józef Noetzel   |                            |
| obserwator         | por. piech. Julian Sławomirski     |                            |
| obserwator         | por. piech. Jerzy Sukiennik        |                            |
| obserwator         | ppor. Sylwester Jerzy Godlewski    | obserwator 32 eskadry      |
| obserwator         | ppor. Józef Stanisław Kuliński     | obserwator 32 eskadry      |
| obserwator         | ppor. Leon Nowicki                 |                            |
| obserwator         | ppor. kaw. Olgierd Łuczkowski      |                            |
| obserwator         | ppor. piech. Wacław Białkiewicz    |                            |
| obserwator         | ppor. piech. Karol Piotr Gębik     | obserwator eskadry         |
| obserwator         | ppor. piech. Zdzisław Gliszczyński |                            |
| obserwator         | ppor. piech. Stefan Szczepański    |                            |
| obserwator         | ppor. piech. Marian Wójtowicz      |                            |

| Dowództwo eskadry            | Dowództwo eskadry                      | Dowództwo eskadry                      |
| Stanowisko                   | Stopień imię i nazwisko                | Stopień imię i nazwisko                |
| ---------------------------- | -------------------------------------- | -------------------------------------- |
| dowódca eskadry              | kpt. obs. Mieczysław Ryszkiewicz       | kpt. obs. Mieczysław Ryszkiewicz       |
| oficer taktyczny             | por. obs. Bronisław Wojciechowicz      | por. obs. Bronisław Wojciechowicz      |
| lekarz                       | plut. pchor. rez. lek. Olech Szczepski | plut. pchor. rez. lek. Olech Szczepski |
| oficer techniczny            | ppor. techn. Teodor Dachowski          | ppor. techn. Teodor Dachowski          |
| szef mechaników              | majster wojsk. Józef Szałaga           | majster wojsk. Józef Szałaga           |
| szef administracyjny         | st. sierż. Feliks Słociński            | st. sierż. Feliks Słociński            |
| Załogi samolotów             |                                        |                                        |
| Obserwatorzy                 | Piloci                                 | Strzelcy pokładowi                     |
| por. Karol Gębik             | por. Tomasz Szymoński                  | kpr. Andrzej Bylebył                   |
| por. Wiktor Jankowiak        | ppor. Eugeniusz Ebenrytter             | kpr. Henryk Dubisz                     |
| por. Bogdan Ławreńczuk       | pchor. Stanisław Marcisz               | kpr. Henryk Gębicki                    |
| por. Edward Maliszewski      | sierż. Wojciech Gintrowski             | kpr. Kazimierz Hadyniak                |
| por. Alfons Nowak            | plut. Czesław Kruszewski               | kpr. Jan Macudziński                   |
| ppor. Jan Bruski             | plut. Henryk Trybulec                  | kpr. Marian Mroziński                  |
| ppor. Ludwik Dembek          | kpr. Edward Kościelny                  | kpr. Józef Nitzke                      |
| ppor. Sylwester Godlewski    | kpr. Stanisław Kowalczyk               | kpr. kazimierz Tyrakowski              |
| ppor. Józef Kuliński         | kpr. Henryk Rejak                      | kpr. Antoni Walczak                    |
| pchor. Adam Kandziora        | kpr. Bolesław Szczepański              |                                        |
| pchor. Juliusz Szabuniewicz  | kpr. Tadeusz Westfal                   |                                        |
| pchor. Czesław Maślankiewicz |                                        |                                        |

## Wypadki lotnicze
- 26 marca 1929 w Poznaniu na lotnisku Ławica zginął kpt. obs. Marian Sioda, który siedząc w kabinie, w oczekiwaniu na start, uderzony został skrzydłem lądującego samolotu. Kapitan Sioda został pośmiertnie odznaczony Polową Odznaką Obserwatora[32].
- 17 sierpnia 1929 podczas ćwiczeń międzydywizyjnych pod Chodzieżą zginęli plut. pil. Roman Linzenbarth oraz. ppor. obs. Bronisław Bogucki[4][33].
- 13 lipca 1933 podczas lotu treningowego zginęli por. pil. Stefan Wierusz i ppor. obs. Zygmunt Orłowski[5].
- 8 września 1934 w wypadku zginął por. pil. obs. Jan Ociepka[7].
- 7 maja 1936 nad wsią Skoki zderzyły się dwa Potezy XXV podczas treningowego lotu grupowego. Załoga w skład której wchodził sierż. pil. Leon Ozorkiewicz i ppor. obs. Janusz Śliwiński wraz z samolotem spadła na ziemię ponosząc śmierć. Z drugiej załogi strz. samol.  st. sierż. Franciszek Adamczyk próbował ratować się skokiem na spadochronie, ale ze względu na małą wysokość zginął, natomiast pilot. plut. rez. Karol Lubiejewski opanował samolot i bezpiecznie wylądował[7].

## Samoloty eskadry
W 1939 eskadra dysponowała 10 samolotami PZL.23B Karaś i 1 samolotem RWD-8.

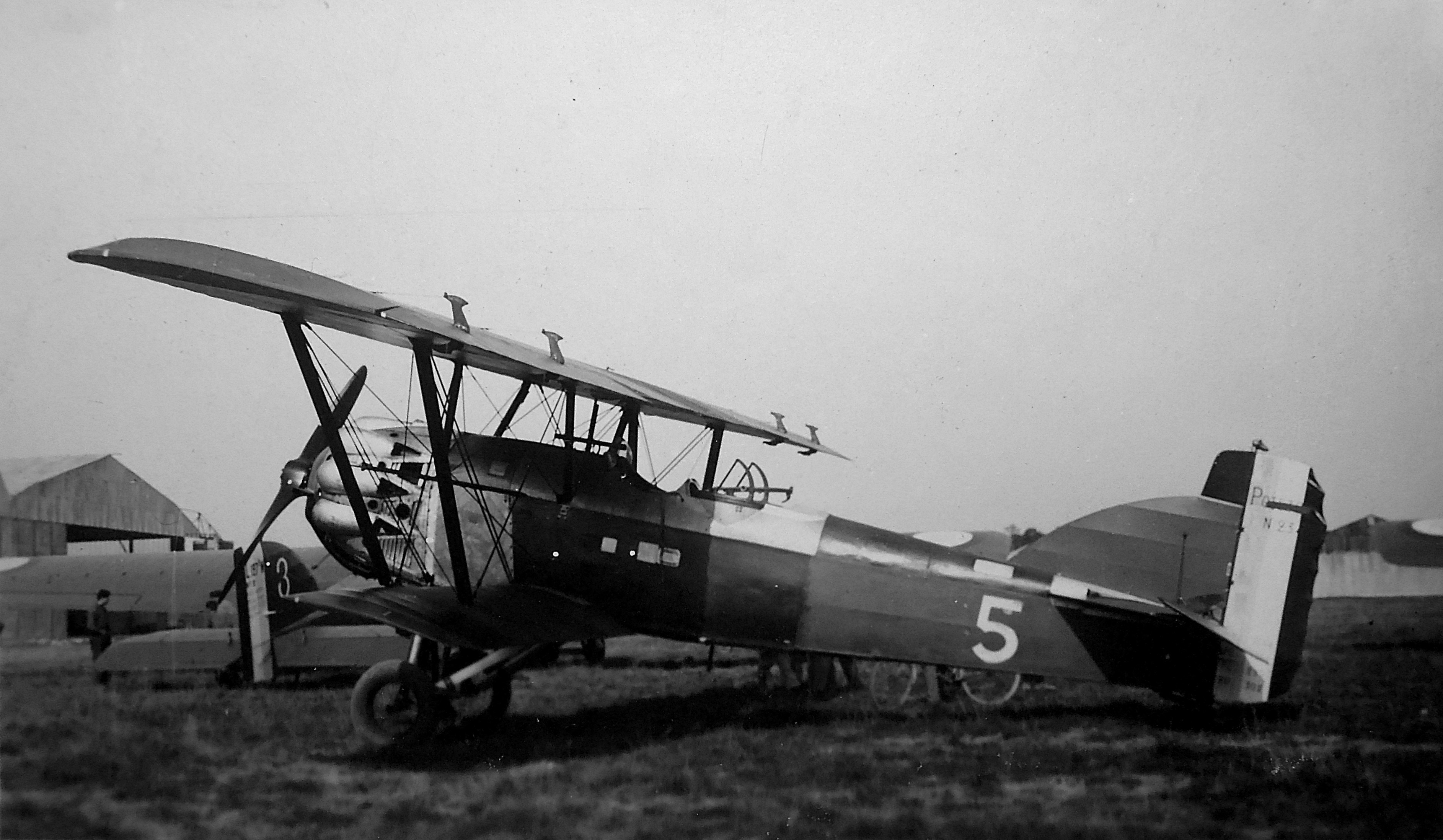
Potez XXV (1931 – 1937)
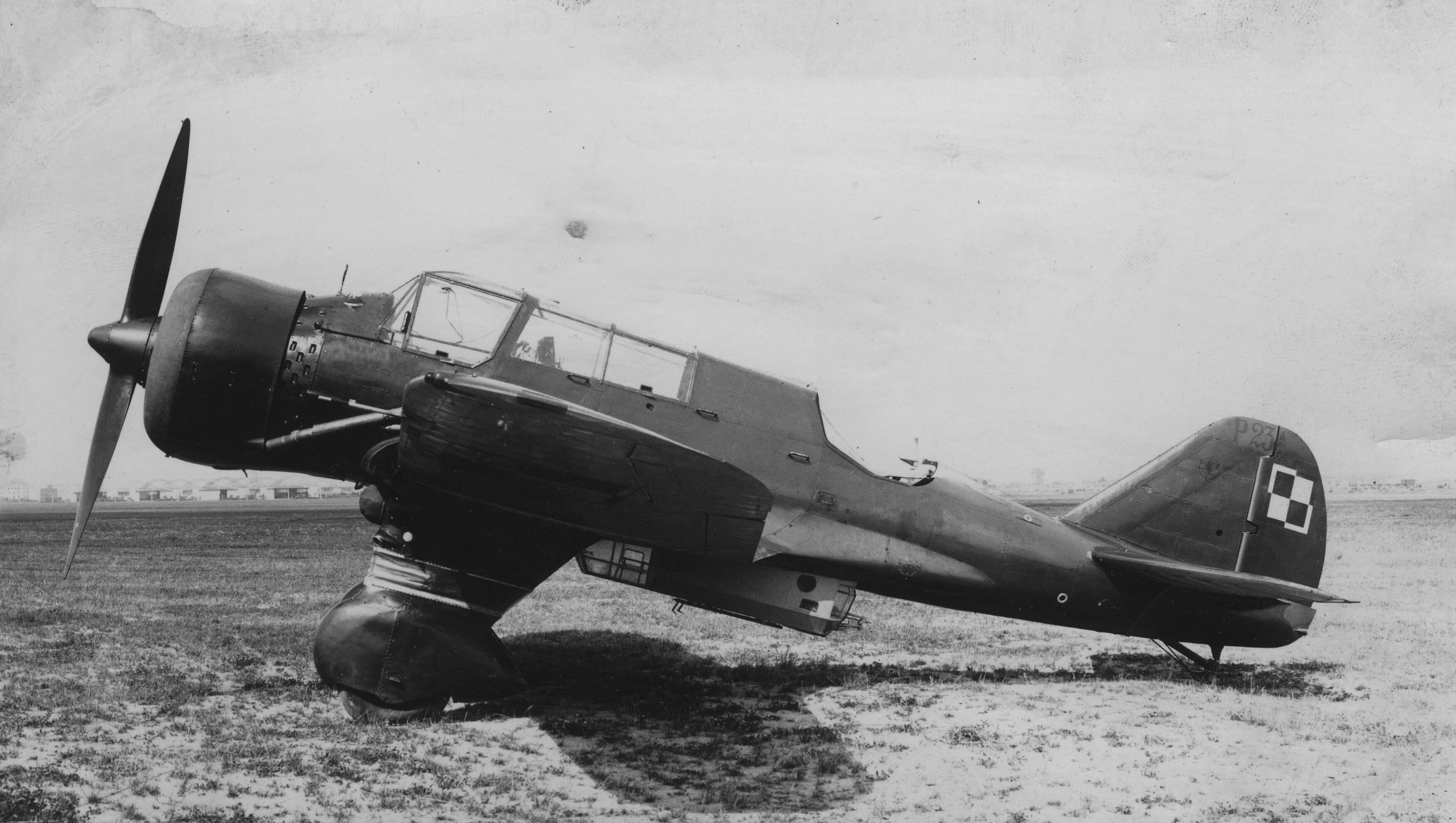
PZL.23 Karaś (1937 – 1939)
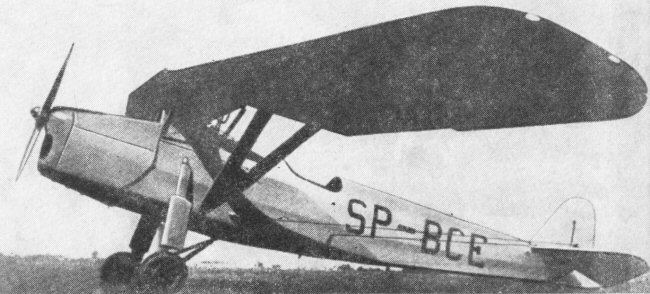
RWD-8

## Upamiętnienie
Imię eskadry nosi Szkoła Podstawowa w Walichnowach.